# El señor Villanueva y su gente
El señor Villanueva y su gente es una serie de TV estrenada por Televisión española el 16 de agosto de 1979, dirigida por Manuel Ripoll con guiones del dramaturgo Víctor Ruiz Iriarte.

## Argumento
La serie narra, en tono de comedia, las peripecias de una familia acomodada con chalet a las afueras, e integrada por Nicolás, el cabeza de familia, abogado, liberal y que siempre quiso ser diputado; Cristina, su esposa, excéntrica y derrochona; los hijos de ambos, Nico - estudiante de Arquitectura, motero, conservador y enamorado de la criada - y Lina - la rebelde -, la abuela gruñona y Rosita, la chacha.

## Reparto
- Ismael Merlo ... Nicolás
- Lola Herrera ... Cristina
- Amelia de la Torre ... Abuela
- Gonzalo ... Nico
- Carmen Utrilla ... Lina
- Verónica Urueta ... Rosita

## Artistas invitados
Entre los actores y actrices que intervinieron en algún episodio de la serie se incluyen:
- Julia Gutiérrez Caba
- Luisa Sala
- Juan Ramón Sánchez
- Inés Morales

## Premios
- Lola Herrera obtuvo el TP de Oro como Mejor Actriz Nacional de 1979.

- Datos: Q5404251